# Accusativus cum infinitivo
Accusativus cum infinitivo (acc.c.inf., A.C.I., ACI) – charakterystyczny dla niektórych języków, zwłaszcza łaciny i greki klasycznej, równoważnik zdania dopełnieniowego lub podmiotowego; składa się on z wyrażenia rzeczownikowego w bierniku (łac. accusativus) oraz bezokolicznika (łac. infinitivus). W łacinie i grece konstrukcja ta powstała ze składni podwójnego biernika osoby i rzeczy, np. gr. Διδάσκω τὴν παρθένον φιλοσοφίαν – „uczę dziewczynę filozofii” – rozwinęło się do Διδάσκω τὴν παρθένον φιλοσοφεῖν – „uczę dziewczynę filozofować”.

## ACI w języku łacińskim

### ACI w roli dopełnienia
Accusativus cum infinitivo występuje jako dopełnienie czasowników tzw. deklaratywnych (verba declarandi), oraz odpowiadających im treściowo wyrażeń. Są to:
- czasowniki oznaczające czynność wyrażania czegoś słowami, mówienia, pisania itd. (verba dicendi): dico, scribo, refero, nuntio, nego, narro, affirmo, spondeo, respondeo, fateor, promitto, certiorem facio itp.
- czasowniki wyrażające odczucia zmysłowe (verba sentiendi): sentio, audio, video, animadverto, patior itp.
- czasowniki wyrażające myślenie i stany umysłu (verba cogitandi): cogito, censeo, puto, aestimo, memini, spero, scio, nescio, ignoro, credo itp.
- czasowniki wyrażające wolę (verba voluntatis): volo, nolo, malo, iubeo, cupio, sino, veto itp.
- czasowniki wyrażające stany ducha (verba affectuum): timeo, doleo, gaudeo, laetor, queror

Jest to odpowiednik polskiego zdania dopełnieniowego wprowadzonego przez że („widzę, że”, „myślę, że”, „piszę, że” itp.), lub, w przypadku verba voluntatis, przez żeby („chcę, żeby”). Accusativus odpowiada podmiotowi takiego zdania, infinitivus natomiast – orzeczeniu.
- Video puerum ire, dosł. widzę chłopca iść, oznacza widzę, że chłopiec idzie (albo raczej widzę chłopca, że idzie).
- Volo puerum ire, dosł. chcę chłopca iść, oznacza chcę, żeby chłopiec szedł.

Trzeba zaznaczyć, że w przeciwieństwie do tego, co widać w polskich przekładach, ACI nie jest zdaniem, a więc od właściwego orzeczenia (zwanego verbum regens) konstrukcji tej nie oddziela się przecinkiem.
W przypadku czasowników nieprzechodnich (takich jak ire) nie występują żadne niejednoznaczności. Jednak kiedy jako infinitivus w skład konstrukcji ACI wchodzi czasownik przechodni, który sam wymaga dopełnienia w accusatiwie, istnieją wątpliwości, który accusativus jest dopełnieniem którego czasownika. Klasycznym przykładem jest wyrocznia, jakiej Pyrrusowi udzieliła Pytia na pytanie, czy jego zwycięstwo nad Rzymianami jest możliwe:
- Aio te, Aeacida, Romanos vincere posse

Co może oznaczać potwierdzam, synu Ajasa, że możesz zwyciężyć Rzymian, ale równie dobrze potwierdzam, synu Ajasa, że Rzymianie mogą zwyciężyć ciebie (kolejność wyrazów, jak zwykle w przypadku łaciny, nie odgrywa żadnej roli). Obie interpretacje są równie uprawnione, w zależności od tego, co zostanie przyjęte za dopełnienie do aio, a co do vincere. Dla uniknięcia tej dwuznaczności stawia się infinitivus w stronie biernej, co pociąga za sobą odpowiednie przekształcenie dopełnienia tego czasownika:
- Titum Marcum occidisse vidi – ktoś kogoś zabił, ale nie wiadomo, czy Marek Tytusa, czy Tytus Marka.
- Titum a Marco occisum esse vidi – Tytus został zabity przez Marka.

#### Aspekt czasu
Dla konstrukcji ACI ważny jest również czas bezokolicznika. Łacina ma po trzy bezokoliczniki dla każdej ze stron (czyli razem sześć), to jest infinitivus perfecti, infinitivus praesentis oraz infinitivus futuri. Czas infinitiwu określa chwilę bądź porę, kiedy dzieje się wyrażana przezeń czynność, ale nie jest to obiektywny punkt na osi czasu, a jedynie przeszłość, teraźniejszość lub przyszłość względem czasu, w odniesieniu do orzeczenia (verbum regens):
- Video puerum legere – „widzę, że chłopiec czyta” = chłopiec czyta i ja go jednocześnie widzę
- Vidi puerum legere – „widziałem, że chłopiec czyta” = obie czynności wystąpiły równocześnie
- Videbo puerum legere – „będę widział, że chłopiec czyta” = chłopiec będzie czytał i ja go wtedy będę widział
- Videbo puerum legisse – „będę widział, że chłopiec czytał” = chłopiec przeczyta i ja to wtedy zobaczę
- Video puerum lecturum esse – „widzę, że chłopiec będzie czytał” = widzę, że chłopiec przygotowuje się do czytania

### ACI w roli podmiotu
W roli podmiotu kładzie się acc.c.inf. po:
- czasownikach nieosobowych o znaczeniu zbliżonym do wyżej wyliczonych czasowników deklaratywnych: constat, patet, apparet, manifestum est, verum est, opus est, necesse est, aequum est, fas est, oportet, praestat, placet
- po deklaratywnych czasownikach nieosobowych użytych w formach złożonych strony biernej, np.: dictum est, traditum est
- po deklaratywnych czasownikach nieosobowych użytych z określeniami, np.: recte dicitur, dici potest

## ACI w języku greckim
W klasycznym języku greckim accusativus cum infinitivo miał – z nielicznymi wyjątkami – podobny zakres użycia do konstrukcji łacińskiej. Z czasem konstrukcję tę zaczęto uważać za jedną całość z rzeczownikiem w bierniku jako podmiotem. Np. zdanie Ὁ διδάσκαλος λέγει τὸν κόσμον καλὸν εἶναι – dosł. *"Nauczyciel mówi świat piękny (biernik) być" tłumaczymy najczęściej jako "Nauczyciel mówi, że świat jest piękny", a wspomniane wcześniej zdanie Διδάσκω τὴν παρθένον φιλοσοφεῖν – dosł. "uczę dziewczynę filozofować" – najczęściej oddaje się polsku jako "Uczę dziewczynę, żeby filozofowała (zajmowała się filozofią)", ponieważ rzeczownik w bierniku jest w języku greckim podmiotem wyrażenia. 

### Orzeczenie imienne wyrażone ACI
Orzeczenie imienne, tak w języku greckim, jak i łacińskim, wyraża się najczęściej rzeczownikiem w mianowniku z czasownikiem „być”, np. gr. Ὁ διδάσκαλος φιλόσοφος ἐστιν, łac. Magister philosophus est. Możliwa jest jednak też konstrukcja z biernikiem, np. Νομίζω τὸν διδάσκαλον φιλόσοφον εἶναι – „Uważam, że nauczyciel jest filozofem”. W zdaniu tym obydwa rzeczowniki użyte są w bierniku, jednak przed orzecznikiem nie stosuje się po grecku rodzajnika, co przy swobodnym szyku wyrazów umożliwia jednoznaczne zrozumienie zdania. Łacina nie ma rodzajników, a zatem tego samego typu wyrażenie może być dwuznaczne: Magistrum philosophum habeo może znaczyć zarówno „uważam nauczyciela za filozofa”, jak i „uważam filozofa za nauczyciela”. Decyzja musi tu zapaść na podstawie kontekstu.

## ACI w języku angielskim
W języku angielskim występuje konstrukcja czasownik + rzeczownik (zaimek) + bezokolicznik. Ponieważ fleksja w tym języku zanikła, widać ją tylko w przypadku użycia zaimka w funkcji dopełnienia: I want you to go to hell → Chcę, byś poszedł sobie w cholerę. Konstrukcja występuje po czasownikach oznaczających życzenie: want, wish, hate, stan umysłu: think, expect, believe, oznaczających nakaz, prośbę zezwolenie: order, ask, recommend i niektórych innych.
- Czasownik + rzeczownik + bezokolicznik bez to, używane najczęściej po czasownikach wyrażających zmysły: see, hear, notice, a także po let i make: I’ll make you pay for this → Zapłacisz mi za to[4].